# آديرال
اديرال هو اسم العلامة التجارية لمُنبِّه. يتألف الدواء من الأمفيتامين ودكستروأمفيتامين، التي يعتقد أنه يعمل من خلال زيادة كمية إفراز الدوبامين في الدماغ. أفادت الدراسات أن اديرال يعمل على نطاق واسع لزيادة اليقظة والتركيز وعموما الأداء الإدراكي، عن طريق تقليل الشعور بالتعب لدى المستخدم. وهو متوفرة في صيغتين: الإفراج الفوري (IR) وإطلاق سراح موسع (XR). وصياغة الإفراج الفوري يتم وصفها لحالات اضطراب فرط الحركة وتشتت الانتباه وحالة الخدار،  في حين أن صياغة XR هي المعتمدة فقط لاستخدامها في حالات اضطراب فرط الحركة وتشتت الانتباه. اديرال في الولايات المتحدة تم ادراجة ضمن العقاقير ذات التصنيف الثاني في إطار قانون المواد الخاضعة للرقابة بسبب ظهور حالات إدمان أو احتمل اساءة استخدامه.

## التاريخ
اديرال متوفر في صيغتين دواء الإفراج الفوري (IR) وإطلاق سراح موسع ("XR"). اليوم يتم تصنيع اديرال الإفراج الفوري من قبل شركة تيفا وبار للادوية. لم يعد شاير للصناعات الدوائية، ينتج اديرال IR. مع ذلك شاير للصناعات الدوائية لا تزال تقوم بتصنيع الإصدار الموسع من اديرال («اديرال XR»).
قامت شاير للصناعات الدوائية بعرض العلامة التجارية اديرال في عام 1996 في شكل جرعات متعددة وقرص الإفراج المستمد من الصيغة الأصلية لدواء إدارة الوزن أوبترول. في عام 2006، وافقت شاير على بيع حقوق اسم اديرال لهذا الدواء لشركة الصيدلة دورامد  وفي نهاية المطاف، اشترت دوراميد للادوية شركة تيفا للادوية في عام 2008 عندما استكملت شراء شركة تيفا للبار للادوية (بما في ذلك أقسام البر ودوراميد للصيدلة). لذلك تيفا للادوية، بعد استحواذها على دوراميد أصبحت في موقف غير عادي نوعا ما من تصنيع الصيغة العامة من اديرال الإفراج الفوري التي هي (تحت شعبة البر) وكذلك «اسم العلامة التجارية» اديرال (تحت قسمها دوراميد.)
ظهر هذا التغيير في الشركات المصنعة للادوية من شيري لتيفا دوراميد، للبصمة على أقراص اديرال الإفراج الفوري التي تم تغييرها. الآن جانب واحد من الإفراج الاقراص الفورية يحمل بصمة دوراميد الصيدلة، وهي حرف "d" مع "p". هذا هو ما قد تم تغييره حيث كان هناك علامة "AD" على الأقراص.
من المكونات النشطة في اديرال مزيج من ديكستروامفيتامين وراسمي مع DL أملاح الأمفيتامين. في عام 2001، أدخلت شاير للصناعات الدوائية ومددت إطلاق سراح اعداد من هذه المكونات في مجموعة متنوعة من الجرعات تحت الاسم التجاري «اديرال XR» التي تحتفظ شيري بحقوق حصرية لبراءات الاختراع حتى انتهاء مدة البراءة، والتي تنتهى في عام 2018. ومع ذلك، بسبب مشاكل مع شيري لعدم قدرتها على تمديد البراءة إما عن طريق الحصول على براءة اختراع جديدة من إدارة الاغذية والعقاقير أو تطبيق براءة جديدة فإن براءة اختراع دواء اديرال XR أصبحت متوفرة بشكل عام. في عام 2009، توصلت بار للادوية وشيري لاتفاق تسوية يسمح لبار بتقديم النموذج العلمي للدواء في بداية أبريل 1، 2009.

## الكيمياء
اديرال له تأثيرات مشابهة للمنشطات الأخرى من نفس الفئة والتحضير على الجهاز العصبي المركزي. (انظر المنشطات للحصول على تفاصيل.)
مستويات الحموضة في المعدة والبول يمكن أن يكون لها تأثير قوي على DL - المنشطات من حيث الإفراز والامتصاص. حموضة المعدة والحموضة المعوية ستقلل من امتصاص اديرال، ، ومستويات البول الحمضية ستقلل من استيعابهم للمخدر عن طريق النظام الكلوي. شاركت المواد الحمضية (مثل حامض الستريك) في أسباب انخفاض الاستيعاب الكلوي من DL، المنشطات، في حين أن عوامل قلوية (مثل مضادات الحموضة) قد تسبب زيادة ملحوظة في استيعاب كلوي أنبوبي. ويمكن لزيادة الاستيعاب زيادة في الاحتفاظ بالأمفيتامينات، مما قد يؤدى إلى مستويات عالية خطيرة من المصل المنشط.

### اديرال XR
اديرال XR يتكون على وجه التحديد من مركبات المنشطات التالية بنسب متساوية؛ saccharate ديكستروامفيتامين، ديكستروامفيتامين سلفات، (الأمفيتامين راسمي) اسبارتاتي مونوهيدرات، و(الأمفيتامين راسمي) سلفات:
معدلات التوزيع تتأثر بعوامل كثيرة بما في ذلك البولية ودرجة الحموضة في المعدة،  والجنس وغيرها من الأدوية التي يتم تناولها والعمر. القلوية تزيد من التوافر البيولوجي والحموضة تسبب افراز مبكر للدواء. يدعى المصنعين بأن خليط من الأملاح في اديرال XR يجعل آثاره أكثر سلاسة (وهذا يجعل فترات الصعود والهبوط أكثر سلاسة).

## الجرعات

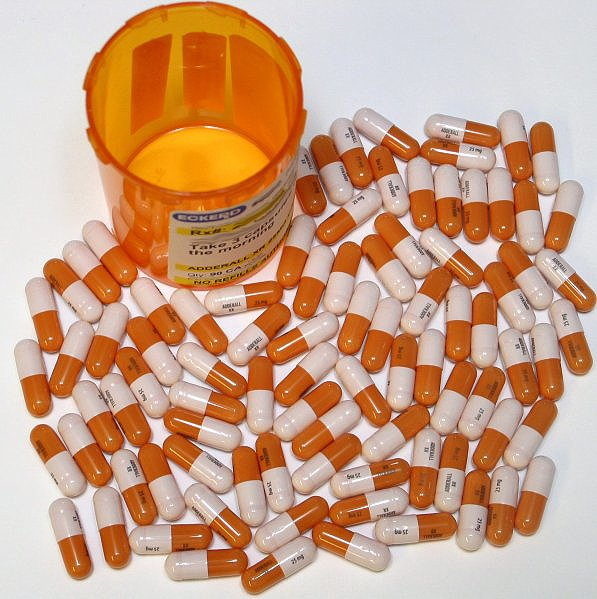
اديرال

يتم تسويقه اديرال على أنه قرص لإطلاق سراح فوري واديرال أو كبسولة لإطلاق سراح موسعة اديرال XR. جرعة إطلاق السراح الفوري لاديرال متوفرة في تركيزات 5، 7.5، 10، 12.5، 15، 20، و30 ملغ  اديرال XR متوفر في جرعات 5، 10، 15، 20، 25، و30 ملغ.
اديرال XR يستخدم نظام Microtrol للإفراج الممتد، ويتضمن نوعين من الخرز. الأول يذوب فورا ويفرج عن نصف الدواء، في حين أن النوع الثاني يذوب ببطء أكثر بكثير للإفراج عن الأدوية المتبقية بعد أربع ساعات. أقصى تركيز للبلازما يتحقق في سبع ساعات، مقابل الإفراج الفوري اديرال، والذي يصل إلى الحد الأقصى لتركيز البلازما في غضون ثلاث ساعات. نتيجة لذلك الاستفادة الحيوية العالية وفعالية اديرال XR لا يمكن تغييرها عن طريق امتصاص الغذاء في القناة الهضمية. ومع ذلك، تركيز البلازما يستمر لفترات طويلة 2.5 ساعة (باستخدام وجبة 900 سعرات حرارية عالية الدهون كمعيار للتحكم). الأدوية التي تغير الرقم الهيدروجيني البولي سوف تسبب تغيرات في مقدار وطريقة الطرح واستخدامها يمكن رصده عند اتخاذها بالتزامن مع اديرال.
الشركة المصنعة تؤكد الإفراج الفوري وقد تم التنازع على هذا الأمر. منحت براءة اختراع أمريكية لاديرال  للتكوين الصيدلى وتضمن الإفراج الفوري السريع في شكل جرعات عن طريق الفم. لم تعلن أي جهة عن الزيادة أو التقديم السلس للمخدر. صدرت مؤخرا دراسة أجريت بين الأطفال، وأشارت إلى أن المرضى الذين تصرفون على نحو مماثل لغيرها من الأمفيتامينات بالإفراج الفوري يظهرون نفس التأثير. وجد الباحثون أن عند إطلاق السراح المستمر dexamphetamine (ايزوميريا - المنشطات مكون رئيسي من اديرال) يعمل لفترة أطول، على الرغم من أن D المنشطات كانت أقل فعالية في الساعات القليلة الأولى.

## استخدامه لعلاج حالات اضطراب فرط الحركة وتشتت الانتباه
اديرال يوصف عادة كعلاج للأطفال والبالغين الذين يعانون اضطراب فرط الحركة وتشتت الانتباه. اعتمادا على الجرعة، يمكن للأدوية المنشطة أن يكون لها آثار مفيدة تستمر عدة ساعات، مما يتيح تحسين الأداء على مدار اليوم. مقارنة بالميثيلفينيديت المماثلة من الدواء (ويباع تحت الاسم التجاري ريتالين وغيرها) أظهرت الدراسات ان اديرال عموما أكثر فعالية، وله فترة أطول من الفاعلية وخاصة في الجرعات المنخفضة. بالنسبة لأولئك الذين يعانون من الآثار الجانبية السلبية لريتالين أو الذين قد تصبح ريتالين غير فعال لهم غالبا ما أوصى اديرال كبديل.

## استخدامات أخرى
بغض النظر عن التطبيق الأكثر شيوعا في علاج اضطراب فرط الحركة وتشتت الانتباه استخدم اديرال بنجاح لإدارة الحالات الشديدة من الاكتئاب المقاوم للعلاج. الأفراد الذين يظهرون القليل أو عدم استجابة لمضادات الاكتئاب النموذجية، بما في ذلك SSRIs ومضادات الاكتئاب ثلاثية الحلقات، من المرجح أن يستجيبوا للعلاج باديرال psychostimulant. مع ذلك هؤلاء المرضى هم الاستثناء وليسوا القاعدة من بين الذين يعانون من الاكتئاب، وهذه ليست موافقة من قبل هيئة الرقابة على الأدوية الأمريكية.
وتشمل الاستخدامات الأخرى المعترف بها:
- علاج اضطرابات النوم مجهولة السبب المنشأة من الجهاز العصبي المركزي بموجب المعايير المعترف بها في التشخيص
- خلل في الدماغ الذي يسببها المخدرات
- الصرع
- حالة الخدار
- سلوك الخرف
- التشخيص التفريقي للأمراض النفسية من الاكتئاب
- السمنة [20]

## نماذج عامة
كلا من اديرال واديرال XR لديه الاستعدادات العامة المتاحة للتوزيع.

## آلية العمل
فيما يتعلق بإجراءات المنشطات المركزية، مؤشر ستاندرد (+) الأيزومر (أي dextroamphetamine) أكثر فعالية عدة مرات من الوصاد جزيئي (--) (أي levoamphetamine)، وهذا ليس بالضرورة هو الحال مع غيرها من تلك التي تنتجها الأمفيتامين، وخاصة تلك المنتجة في المناطق المحيطة مثل القلب والأوعية الدموية. Dextroamphetamine يدفع إلى المزيد من النشوة، في حين يدفع levoamphetamine أكثر إلى الاكتئاب. عموما شكل الدكسترو يؤدى إلى اتخاذ إجراءات تشير إلى أن هذا النموذج قد يرفع احتمالات إساءة الاستعمال.
إدراج اديرال لlevoamphetamine يوفر بداية أسرع للدواء واثر أطول اكلينيكى مقارنة مع الأدوية التي تعتمد حصرا في صيغتها على dextroamphetamine.
على الرغم من انه يبدو أن المخ البشري لديه تفضيل لdextroamphetamine على levoamphetamine، فقد أفيد أن بعض الأطفال لديهم استجابة أفضل لlevoamphetamine الاكلينيكى. يعتقد أن الأمفيتامينات تمارس تأثيرها عن طريق ربط الناقلين مونوامين ومستويات متزايدة من خارج خلية الاحيائية الأمينات الدوبامين، بافراز، السيروتونين.
يفترض بأن D - المنشطات تعمل في المقام الأول على نظم الدوبامين (DA)، في حين أن L - المنشطات تعمل نسبيا على norepinephrinergic (NE). التطبيق الأولى وتعزيز التأثيرات السلوكية للأمفيتامين المنشطة يرتبط مع ذلك بنشاط الدوبامين المعززة، في المقام الأول في مسار الدوبامين mesolimbic. يربط ناقل الدوبامين (DAT) المنشطات ويغلق قدرة الناقل على القضاء على DA من المِشبكُ العصبي ,هو الموْصِلُ. بالإضافة إلى ذلك، يتم نقل المنشطات إلى الخلية، مما يؤدي إلى هروب الدوبامين (DA نقل بالخروج من الخلية إلى المِشبكُ العصبي عن طريق النقل العكسي لDAT).
كما تمتلك المنشطات القدرة على كبح الانزيمات مونوامين أوكسيديز ألف وباء (ماو ماو ألف وباء) في الجرعات العالية. ماو ألف هو المسؤول عن السيروتونين والدوبامين والادرينالين. ماو باء هو المسؤول عن كسر الدوبامين (أكثر قدرة من ماو ألف) وphenylethylamine (PEA)، الذي يتبع إجراءات مماثلة للأمفيتامين نفسه، ويعتقد أن يشارك في مشاعر الشهوة، والثقة، والهواجس، والنشاط الجنسي. بعض مضادات الاكتئاب الأولى التي يتم تسويقها بنجاح تحتوى على مثبطات مونوامين أوكسيديز. ومع ذلك، مثبطات ماو مع المنشطات ليست كبيرة بما فيه الكفاية من حيث المدة والكمية حتى تظهر الحاجة إلى وجود نظام غذائي محدود الثيامين، خلافا لمضادات الاكتئاب الأكثر قوة والتي تستمر طويلا ولكن تحتوى على الماو.
قدرة الأمفيتامين على التسبب في اعاقة نتائج ماو في تراكم monoamines : تحفز المنشطات مباشرة إطلاق سراح هؤلاء الneurochemicals، مما يؤدى إلى ارتفاع قوي في المونوامين العصبي. خلاصة القول، إن تأثير الامفيتامين يعمل على زيادة توافر الناقلات العصبية في المِشبكُ العصبي، سواء عن طريق الإفراج عن المزيد من الناقلات العصبية، فضلا عن إطالة توافرها في المِشبكُ العصبي عن طريق التباطؤ في إزالتها.

## الآثار الضارة
احتمالات ادمان اديرال عالية. يرجع ذلك إلى حقيقة أن اديرال له تأثير قوي في زيادة ضغط الدم، فإنه ينطوي على مخاطر مثل الموت المفاجئ، السكتة الدماغية، وجلطة القلب خاصة في المرضى الذين يعانون من مشاكل سابقة بالقلب، كما يفعل الميثيلفينيديت وغيرها من المنشطات المستخدمة لعلاج اضطراب فرط الحركة وتشتت الانتباه، وكذلك نفس الخطر لحدوث أزمات في المرضى الذين لديهم تاريخ من الأزمات. دراسات للاستخدام طويل الأجل لاديرال والميثيلفينيديت في الأطفال أظهرت انخفاض مؤقت في معدل النمو، الذي لا يؤثر على النمو النهائى للبالغين. الأدوية المنشطة تؤدى أيضا انخفاض الشهية لدى بعض الناس، مما يؤدي إلى فقدان الوزن، وهذا التأثير أكثر شيوعا مع اديرال عن الميثيلفينيديت  أو أتوموكسيتين. ذكرت تغييرات في الرؤية مع كل من اديرال والميثيلفينيديت.

### الموانع، والتفاعلات، والاحتياطات
وفيما يلي بعض المبادئ التوجيهية العامة فقط وليست الشاملة. يرجى الرجوع إلى القائمة الأكثر شمولا لمزيد من المعلومات بشأن الإدارة المشتركة للمنشطات مع المواد الأخرى.
- MAOIs (أوكسيديز مونوامين المانع، على سبيل المثال، فينيلزين، سيليجيلين، إيبرونيازيد، الخ) -- لا يتم تناول المنشطات لمدة لا تقل عن أسبوعين بعد استخدام آخر من نوع من عقار MAOI. مخاطر عالية لأزمات ارتفاع ضغط الدم. ما زالت تتم تجارب أولية لتناول الأمفيتامين وجرعة منخفضة من وMAOIs. ومع ذلك، لا يجب أن يتم هذا إلا تحت إشراف صارم من الأطراف التي توصى بالعقار.
- (اس اس اراي (أوما يعرف بمثبطات امتصاص السيروتونين الانتقائية المانعة، على سبيل المثال، فلوفوكسامين، سيتالوبرام، بارواكسيتين، الخ) -- على الرغم من التركيبة العامة، وعلى الرغم من انه من النادر ظهور خطر إلا أن لمتلازمة السيروتونين لا تزال موجودة. تستخدم فقط عندما يتم توصيتها.
- (افراز امتصاص المفرزات المانع، على سبيل المثال، أتوموكسيتين، الخ) -- أدوية NRI والمنشطات على حد سواء تعزز نشاط noradrenergic. هناك زيادة محتملة ومختلف عليها من الآثار. تستخدم فقط عندما تتم توصيتها.
- SNRIs (السيروتونين الانتقائية - بافراز مثبطات امتصاص المفرزات—انظر (اس اس اراي وNRI.
- البوبروبيون—كلا البوبروبيون والأمفيتامين يؤدون إلى نشاط noradrengic والدوبامين. هناك زيادة محتملة ومختلف عليها من الآثار.البوبروبيون لها خصائص مؤيدة لاحتمال التشنج الذي يمكن أن يعززه المنشطات. تستخدم فقط عندما يتم توصيتها.
- Tricyclics والمركبات ذات الصلة (ثلاثية الحلقات المضادة للاكتئاب—انظر SNRIs واس اس اراي). الاحتمالات المتصلة بالآثار الممكنة من مادة السيروتونين والدوبامين وبافراز العقار. مزيج من المركبات ثلاثية الحلقات والأمفيتامين / محاكيات آخر تم ربطها مباشرة بتصرفات لها علاقة بزيادة التعاطف. قد تكون هناك حاجة لتعديلات على الجرعة. الاستخدام المتزامن لا يوصى به عموما بسبب التفاعل بين محاكيات التصرف مباشرة مثل الأمفيتامين وtricyclics. محاكيات التصرف غير المباشرة قد تنخفض فعاليتها عندما يقترن tricyclics (ثلاثية الحلقات الحصار قد يعيق عمل بعض محاكيات التصرف غير المباشرة).
- مثبطات CYP2D6 (انزيم الكبد) ، على سبيل المثال، فإن معظم مثبطات السيروتونين مثل فلوكستين، سيتالوبرام، بارواكسيتين، وما إلى ذلك بعض المضادة الاكتئاب مثل ثيوريدازين [الإنجليزية]، هالوبيريدول، و، levomepromazine. الكوكايين من المنشطات. الأفيونية والميثادون.هناك أدوية إضافية تستخدم CYP2D6، فمن المهم معرفة ما إذا كان أي دواء يتم اخذه يحتوى على CYP2D6. أخذ الأدوية التي تحتوى على CYP2D6 مع المنشطات سيؤدي إلى مستوى مرتفع من المنشطات في النظام وسيؤدى إلى أيضا بقاء العقار لفترة أطول في الجسم، وهذا يمكن أن يؤدي إلى اثار جانبية خطيرة غير مرغوب فيها.

## الاستخدام المطول
تناول الامفيتامينات لفترات طويلة وبجرعات عالية ثم يعقبه وقف مفاجئ يمكن أن يؤدي إلى الإرهاق والاكتئاب النفسي. تعاطي الأمفيتامينات المزمن يمكن أن يؤدي إلى مظهر من مظاهر هوس المنشطات. 

## تحسين الاداء والاستخدام
نتيجة للآثار الجانبية لاستخدام اديرال بما في ذلك قمع الشهية وفقدان الوزن اعتبر عقار للقضاء على السمنة.
كما يقال أن اديرال يستخدم على نطاق واسع باعتباره "عقار دراسة " في العديد من الجامعات الأمريكية. يقال أن اديرال يمساعدة على زيادة طاقة التركيز والتركيز على مستوى أعلى بكثير من المعتاد. ويمكن للمستخدم التركيز أكثر والبقاء مستيقظا. تتردد قصص شائعة عن طلبة يقومون بكتابة تقارير مستمر لفترات طويلة على نحو غير عادي، أو البقاء طوال ليلة الامتحان مستيقظون مع عدم فقدان الطاقة أو تركيز من أجل الاستذكار. ومع ذلك، ورد أنه يمكن للمستخدم أن يعانى من آثار جانبية جذرية في اليوم التالي إذا استخدم اديرال لتجنب نمط النوم العادي. «في الحالات القصوى، يمكن للعقار أن يتسبب قي جنون العظمة، الهلوسة والنوبات القلبية.»  وليام فرانكينبيرجير، أستاذ علم النفس في جامعة ويسكونسن في إيو كلير، قام بدراسة في الجامعة في عام 2004 أفادت بأن 14 ٪ من الحرم الجامعي قد تعاطوا نوعا من عقارات حالات اضطراب فرط الحركة وتشتت الانتباه، بما في ذلك اديرال. الكلية الجامعية المعروفة بالقدرات التنافسية العالية، أو التي لديهم نسبة عالية شرب الخمور بنهم قد تصل النسبة إلى 25 ٪ من الطلبة الذين اساؤوا استخدام دواء اضطراب فرط الحركة وتشتت الانتباه خلال سنة واحدة، الدراسة انتهت بعد استقصاء للطلاب في 119 كلية في جميع أنحاء البلاد. أشكال أخرى من الأدوية المستخدمة في اضطراب فرط الحركة وتشتت الانتباه تستخدم كعقاقير منشطة تشمل الميثيلفينيديت، مثل ريتالين وConcerta. 
في ولاية نيفادا حظرت لجنة الرياضيين في الولاية من استخدام اديرال. أقيل تيم كريديور من معركة UFC في ختامها المقاتل النهائي: فريق رامبيج ضد فريق فورست بسبب ثبوت تعاطيه العقار. هداف فريق قديسين نيو اورليانز غاريت هارتلي عوقب بتوقف دام أربعة المباراة عندما يبدأ موسم 2009 العادي لان نتيجة الاختبار كانت ايجابية للمنشطات. واللاعب الخلفى لفريق الكاردينالات أريزونا بن باتريك تم عقابة بالتعليق لأربعة مباريات نتيجة لاستخدام اديرال.

## تحذيرات الحكومة
علقت وزارة الصحة الكندية في 9 فبراير / شباط 2005 جميع مبيعات اديرال XR بعد البيانات التي تم جمعها من قبل الشركة المصنعة شاير للصناعات الدوائية وربط العقار إلى 12 حالة وفاة مفاجئة في الأطفال الأمريكيين. تشير بيانات مزيد من البحوث على أن استخدام اديرال أدى إلى زيادة خطر وجود عيب في القلب. بالنظر إلى ما يزيد عن 37.000.000 من وصفات اديرال خلال السنوات الأربع الماضية لم تجد منظمة الأغذية والدواء قي الولايات المتحدة ما يثبت زيادة مخاطر الوفاة المفاجئة بين المستخدمين لاديرال التي تتجاوز المعدل الطبيعي للسكان عموما.
في آب 2005، تلي ذلك تقرير للجنة من ثلاثة أطباء مستقلين في وزارة الصحة الكندية ورفع الحظر المفروض على اديرال XR. بالنظر إلى الأشخاص ذوي اضطرابات فرط الحركة وتشتت الانتباه على أنهم أكثر عرضة للانخراط في السلوك المنطوي على مخاطر تم اكتشاف أن الأشخاص ذوي حالات اضطراب فرط الحركة وتشتت الانتباه الذين يتناولون الأدوية المنشطة قد يسفر ذلك في الواقع إلى حدوث نسب اقل من الوفاة المبكرة. استخدام اديرال لا ينصح للأشخاص الذين يعانون من مشاكل في القلب أو أمراض عقلية. كما أنه لا ينصح للأشخاص الذين لديهم تاريخ في تعاطي المخدرات. على الرغم من أن إدارة الأغذية والعقاقير ومستشاري السلامة صوتوا بنسبة 8 إلى 7 لاصدار تحذير قي مربع أسود ولكن إدارة الأغذية والأدوية والجنة الاستشارية لطب الأطفال رفضت طباعة تحذير الصندوق الأسود على الدواء في مارس 2006. ولكن تحذير الصندوق الأسود مع احتمال سوء استخدام المنشطات واجب في مكان ما. في أيلول / سبتمبر 2008، حثت بريطانيا والمعهد الوطني للصحة والبراعة الاكلينيكية الأطباء على عدم فرض اديرال أو عقاقير مماثلة للأطفال دون سن 5، والنظر في نهج أخرى بخصوص تعديل السلوك قبل وصف مثل هذه الأدوية للأطفال من سن 5 إلى من هم أكبر.

## التوفر الدولية / الوضع القانوني
- كوريا الجنوبية: اديرال، وجميع المنشطات الأخرى التي تعتمد على الأدوية (مثل ليسديكسامفيتامين وDexadrine)، تعتبر «مخدرات محظورة» في كوريا الجنوبية. ولا يمكن الحصول عليها في الصيدليات بكوريا الجنوبية، ويعتبر ستيرادها غير قانوني. مع ذلك، تتوفر الأدوية الأخرى المستندة إلى ميثيل فينيدات والميثيلفينيديت. [بحاجة لمصدر]
- تايوان: اديرال وديكسيدرين تصنف على أنها مخدرات خاضعة للمراقبة، وغير متوفرة، في تايوان. الأدوية المستندة إلى الميثيلفينيديت متاحة. ليسديكسامفيتامين غير مصنف حاليا، وليس متاحا في تايوان.

## الهامش
1. ↑  [3] ^ كلمة XR مستمدة من الافراج الممتد وكلمة IR مستمدة من الافراج الفورى.